# Liste der Biografien/Brec
Liste der Biografien |
Portal Biografien |
Personensuche
# |
A |
B |
C |
D |
E |
F |
G |
H |
I |
J |
K |
L |
M |
N |
O |
P |
Q |
R |
S |
T |
U |
V |
W |
X |
Y |
Z |
?
 
Ba |
Be |
Bd |
Bg |
Bh |
Bi |
Bj |
Bl |
Bm |
Bn |
Bo |
Br |
Bs |
Bu |
Bw |
By |
Bz
 
Bra |
Brc |
Brd |
Bre |
Brg |
Bri |
Brj |
Brk |
Brl |
Brn |
Bro |
Brp–Brt |
Bru |
Brv |
Bry |
Brz
 
Brea |
Breb |
Brec |
Bred |
Bree |
Bref |
Breg |
Breh |
Brei |
Brej |
Brek |
Brel |
Brem |
Bren |
Breo |
Brep |
Breq |
Brer |
Bres |
Bret |
Breu |
Brev |
Brew |
Brex |
Brey |
Brez
Die Liste der Biografien führt alle Personen auf, die in der deutschsprachigen Wikipedia einen Artikel haben. Dieses ist eine Teilliste mit 136 Einträgen von Personen, deren Namen mit den Buchstaben „Brec“ beginnt.

## Brec

### Breca
- Brécard, Charles (1867–1952), französischer General
- Brécart, Anne (* 1960), Schweizer Schriftstellerin und Übersetzerin

### Brecc
- Breccia Fratadocchi, Ignazio (1927–2013), italienischer Architekt
- Breccia Guzzo, Alberto (1946–2014), uruguayischer Politiker
- Breccia, Alberto (1919–1993), argentinischer Comiczeichner
- Breccia, Paolo (* 1941), italienischer Filmregisseur und Drehbuchautor

### Brece
- Brecel, Luca (* 1995), belgischer SnookerspielerLuca Brecel (* 1995)

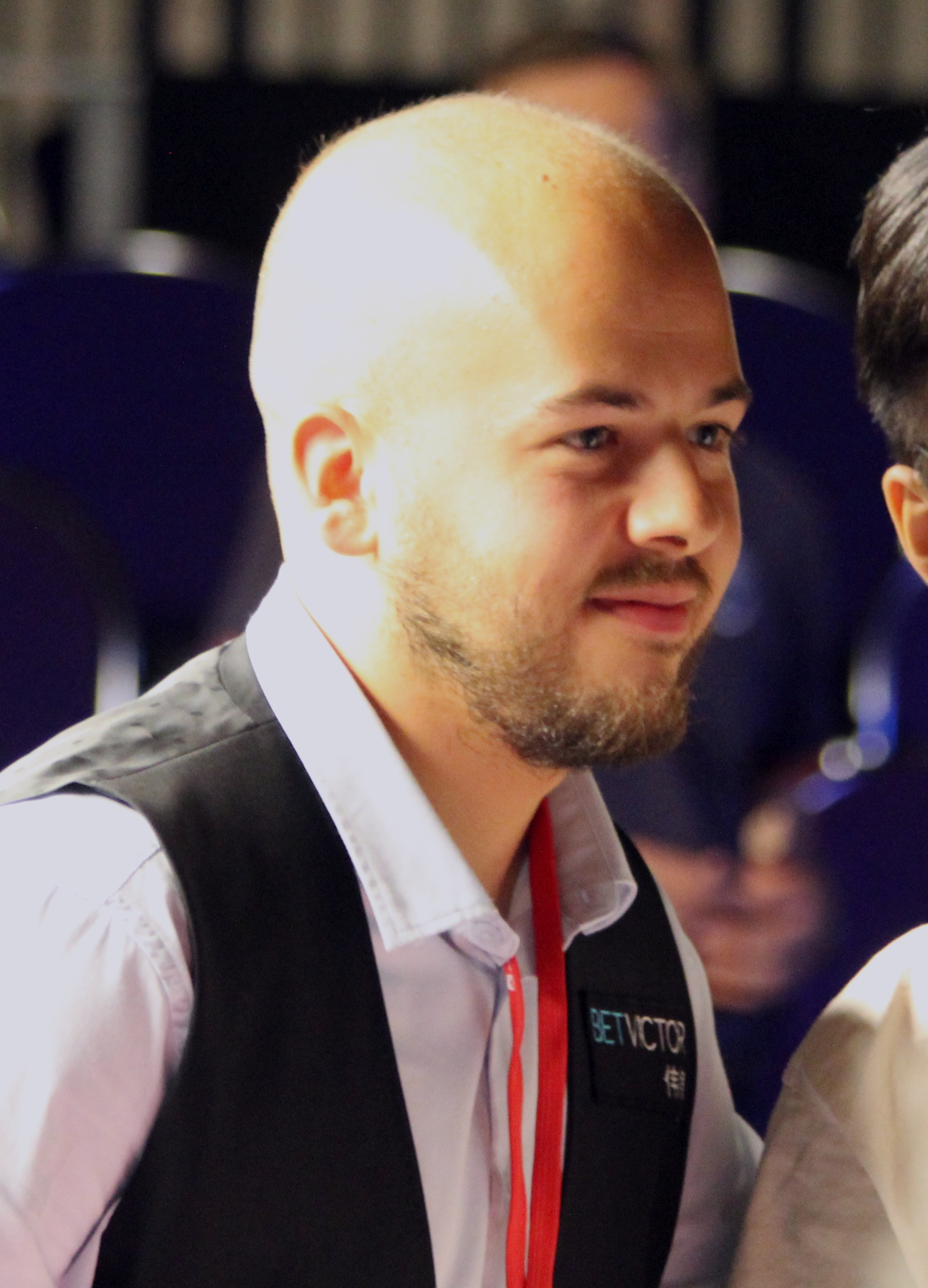
Luca Brecel (* 1995)

### Brech
- Brech, Christoph (* 1964), deutscher Videokünstler
- Brech, Walter (* 1927), deutscher Fußballspieler
- Bréchainville, Ludwig von (1733–1799), österreichischer General
- Brechbühl, Beat (* 1939), Schweizer Schriftsteller und Verleger
- Brechbühl, Bruno (* 1974), Schweizer Eishockeyspieler
- Brechbühl, Erich (* 1977), Schweizer Grafikdesigner und Plakatkünstler
- Brechbühl, Fritz (1897–1963), Schweizer Politiker (SP)
- Brechbühl, Jakob (* 1952), Schweizer Fussballspieler
- Brechbühl, Marie (1857–1933), Schweizer Lehrerin und Pädagogin
- Brechbühl, Ulrich (* 1964), schweizerisch-amerikanischer Unternehmer
- Brechbühler, Hans (1907–1989), Schweizer Architekt
- Brèche, Clarisse (* 2001), französische Skirennläuferin
- Breche, Eric, französischer Skispringer
- Brecheen, Josh (* 1979), US-amerikanischer Politiker der Republikanischen Partei
- Brecheisen, August (1927–2005), römisch-katholischer Ordenspriester der Salesianer Don Boscos
- Brechenmacher, Georg (1896–1944), deutscher Kugelstoßer
- Brechenmacher, Josef Karlmann (1877–1960), deutscher Namenforscher
- Brechenmacher, Thomas (* 1964), deutscher Historiker
- Brechensbauer, Josef (1867–1945), böhmischer Lehrer und Heimatforscher
- Brecher, Adolf (1836–1901), deutscher Pädagoge und Historiker
- Brecher, Christian (* 1969), deutscher Maschinenbauingenieur und Hochschullehrer
- Brecher, Daniel Cil (* 1951), israelischer Historiker und Publizist
- Brecher, Egon (1880–1946), Schauspieler, Regisseur, Theaterdirektor
- Brecher, Gideon (1797–1873), österreichischer Arzt
- Brecher, Guido (1877–1942), österreichischer Arzt und Psychoanalytiker
- Brecher, Gustav (1879–1940), deutscher Dirigent, Komponist und Kritiker
- Brecher, Irving (1914–2008), US-amerikanischer Drehbuchautor
- Brecher, Leonore (1886–1942), österreichische Zoologin
- Brecher, Michael (1925–2022), kanadischer Politikwissenschaftler und Hochschullehrer
- Brecher, Siegmar (* 1978), österreichischer Jazzmusiker (Saxophon, Klarinette)
- Brecher, Yanick (* 1993), Schweizer Fussballspieler
- Brecher-Eibuschitz, Hedwig (1880–1959), österreichische Malerin und Grafikerin
- Bréchet, Jérémie (* 1979), französischer Fußballspieler
- Bréchet, Raymond (1923–2007), Schweizer Jesuit
- Bréchignac, Catherine (* 1946), französische Physikerin
- Brechler, Thomas (* 1986), deutscher Fußballspieler
- Brechling, Heinrich (1897–1959), deutscher Jurist und Politiker
- Brechman, Israil Izkowitsch (1921–1994), sowjetischer Pharmakologe
- Brechmann, Winfried (* 1963), deutscher Jurist, Amtschef und Ministerialdirektor
- Brechner, Álvaro (* 1976), uruguayischer Filmregisseur, Drehbuchautor und Filmproduzent
- Bréchon, Robert (1920–2012), französischer Dichter und Lusitanist
- Bréchôt, Torsten (* 1964), deutscher Judoka
- Brecht, Alfred (1904–1983), deutscher Grafiker und Heraldiker
- Brecht, Alfred (* 1942), deutscher Fußballspieler
- Brecht, Arnold (1884–1977), deutsch-amerikanischer Jurist und Politikwissenschaftler
- Brecht, Barbara (* 1999), deutsche Fußballspielerin
- Brecht, Bernd (* 1956), deutscher Performancekünstler, Musiker, Schauspieler und Autor
- Brecht, Bertolt (1898–1956), deutscher Dramatiker und LyrikerBertolt Brecht (1898–1956)

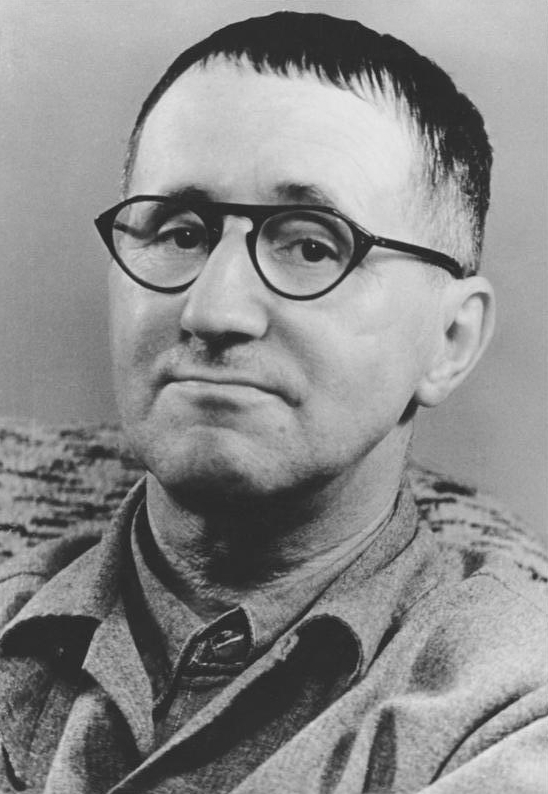
Bertolt Brecht (1898–1956)

- Brecht, Christine (* 1966), deutsche Historikerin
- Brecht, Christoph Heinrich (1911–1965), deutscher Rechtshistoriker
- Brecht, Eberhard (* 1950), deutscher Politiker (SPD), MdV, MdB
- Brecht, Franz Josef (1899–1982), deutscher Philosoph, Hochschullehrer
- Brecht, George (1926–2008), US-amerikanischer Künstler
- Brecht, Gustav (1830–1905), Quedlinburger Oberbürgermeister und Ehrenbürger
- Brecht, Gustav (1880–1965), deutscher Maschinenbauingenieur und Manager in der Energiewirtschaft
- Brecht, Hans (1923–2007), deutscher Journalist, Redakteur und Regisseur
- Brecht, Ilka (* 1965), deutsche Fernsehmoderatorin und Redakteurin sowie Moderatorin der ZDF-Sendung Frontal21
- Brecht, Johannes (* 1983), deutscher Musiker in der elektronischen Musikszene
- Brecht, Julius (1900–1962), deutscher Politiker (SPD), MdHB, MdB
- Brecht, Jürgen (* 1940), deutscher Fechter
- Brecht, Martin (1932–2021), deutscher evangelischer Theologe und Kirchenhistoriker
- Brecht, Michael (* 1965), deutscher Gewerkschafter
- Brecht, Michael (* 1967), deutscher Neurobiologe
- Brecht, Paul (1861–1952), deutscher Mediziner
- Brecht, Sonja (* 1969), deutsche Fußballspielerin
- Brecht, Stefan (1924–2009), US-amerikanischer Schriftsteller deutscher Herkunft
- Brecht, Udo (* 1943), deutscher Ruderer
- Brecht, Ulrich (1927–2003), deutscher Regisseur und Theaterintendant
- Brecht, Volker (* 1965), deutscher evangelischer Theologe, Lebens- und Sozialberater und Autor
- Brecht, Walter (1900–1986), deutscher Papiertechnologe
- Brecht, Walther (1841–1909), deutscher Jurist und Direktor der Lübeck-Büchener Eisenbahn-Gesellschaft
- Brecht, Walther (1876–1950), deutscher Germanist und Literarhistoriker
- Brecht-Schall, Barbara (1930–2015), deutsche TheaterschauspielerinBarbara Brecht-Schall (1930–2015)

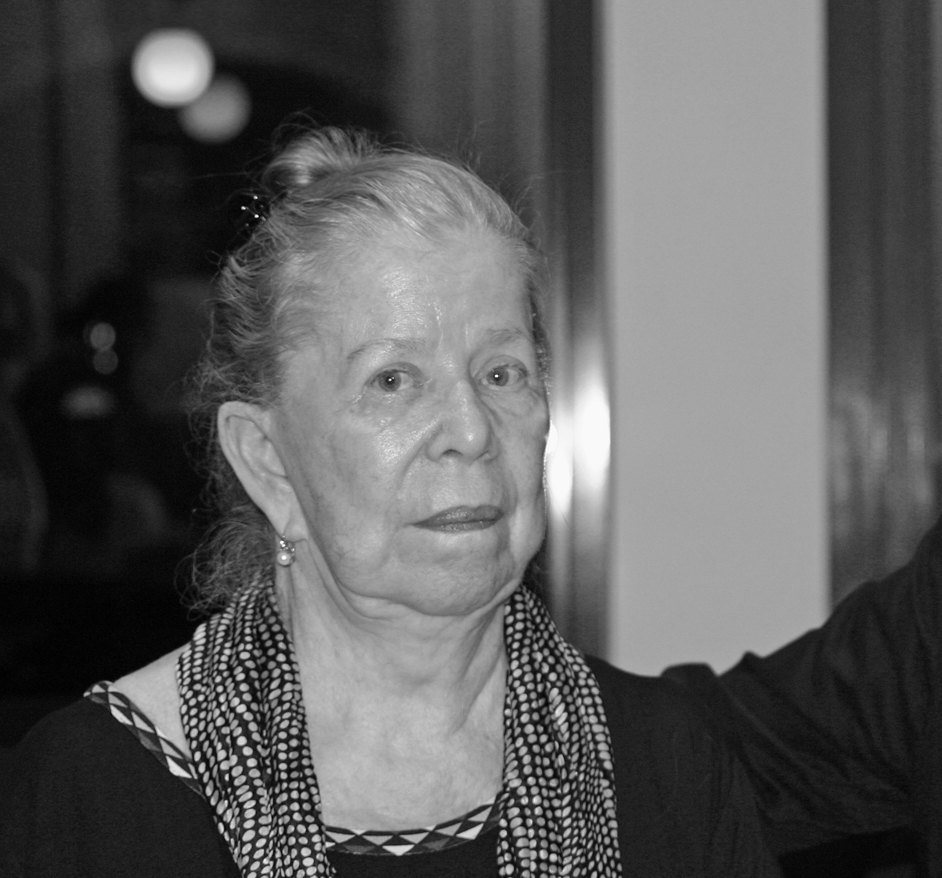
Barbara Brecht-Schall (1930–2015)

- Brechtefeld, Elson (* 1994), nauruischer Gewichtheber
- Brechtel, Fritz (* 1955), deutscher Politiker (CDU)
- Brechtel, Johann Sigmund, fürstbischöflicher Registrator und Chronist
- Brechtel, Patrick (* 1983), deutscher Fußballspieler
- Brechter, Suso (1910–1975), deutscher Benediktinermönch, Missionswissenschaftler, Erzabt von Sankt Ottilien
- Brechtken, Magnus (* 1964), deutscher Historiker
- Brechtken, Rainer (* 1945), deutscher Politiker (SPD), MdL und Sportfunktionär
- Bréchu, Henri (* 1947), französischer Skirennläufer

### Breck
- Breck, Daniel (1788–1871), US-amerikanischer Politiker
- Breck, Edward (1861–1929), US-amerikanischer Autor, Diplomat, Spion, Florettfechter und Golfer
- Breck, Freddy (1942–2008), deutscher Schlagersänger, Komponist, Produzent und Moderator
- Breck, John Leslie (1860–1899), amerikanischer Maler des Impressionismus
- Breck, Jonathan (* 1965), US-amerikanischer Schauspieler
- Breck, Peter (1929–2012), US-amerikanischer Schauspieler
- Breck, Samuel (1771–1862), US-amerikanischer Politiker
- Breck, Tom (* 1961), deutscher Kraftjongleur
- Brecka, Hans (1885–1954), österreichischer Journalist und Schriftsteller
- Brecke, Andreas (1879–1952), norwegischer Segler und Olympiasieger
- Breckenheimer, Johannes (1741–1805), deutsch-niederländischer Maler
- Breckenridge, Alasdair (1937–2019), schottischer Pharmakologe
- Breckenridge, Alex (* 1932), US-amerikanischer Langstreckenläufer
- Breckenridge, Alexandra (* 1982), US-amerikanische Schauspielerin und FotografinAlexandra Breckenridge (* 1982)

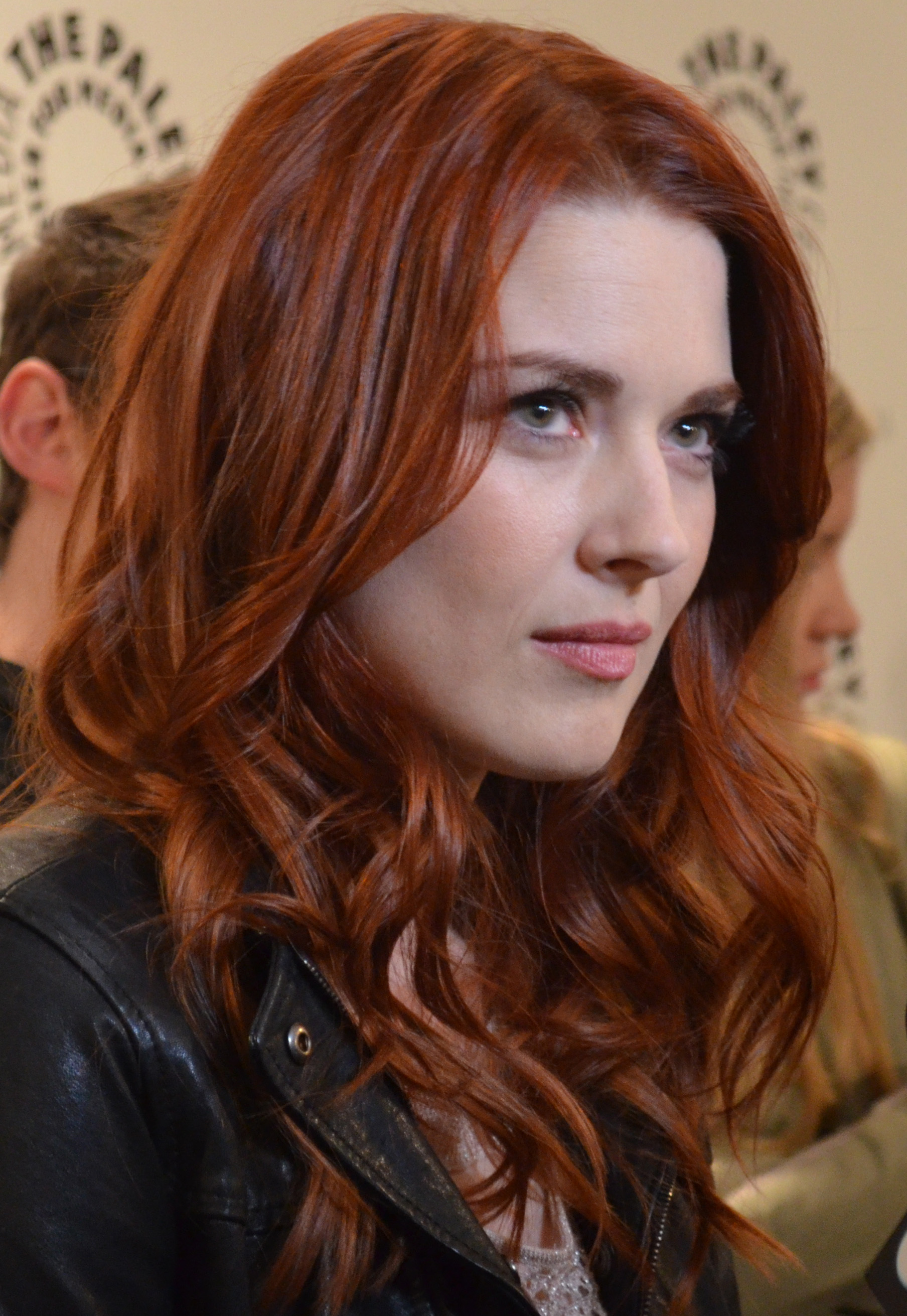
Alexandra Breckenridge (* 1982)

- Breckenridge, Hugh (1870–1937), US-amerikanischer Maler
- Breckenridge, James D. (1926–1982), US-amerikanischer Kunsthistoriker
- Breckenridge, Laura (* 1983), US-amerikanische Schauspielerin
- Breckenridge, Walter John (1903–2003), US-amerikanischer Zoologe, Ornithologe und Museumskurator
- Brecker, Michael (1949–2007), US-amerikanischer TenorsaxophonistMichael Brecker (1949–2007)

Michael Brecker (1949–2007)

- Brecker, Randy (* 1945), US-amerikanischer Jazzmusiker (Trompete)
- Breckheimer, Franz, deutscher Automobilrennfahrer
- Breckinridge, Clifton R. (1846–1932), US-amerikanischer Politiker
- Breckinridge, Henry (1886–1960), US-amerikanischer Jurist, Sportler und Politiker
- Breckinridge, James (1763–1833), US-amerikanischer Politiker
- Breckinridge, James D. (1781–1849), US-amerikanischer Politiker
- Breckinridge, John (1760–1806), britisch-amerikanischer Jurist, Politiker, US-Senator und Justizminister
- Breckinridge, John B. (1913–1979), US-amerikanischer Politiker
- Breckinridge, John C. (1821–1875), US-amerikanischer Politiker, 14. Vizepräsident der Vereinigten Staaten, General und Kriegsminister der Konföderierten Staaten
- Breckinridge, Mary Carson (1881–1965), US-amerikanische Hebamme
- Breckinridge, Mary Cyrene Burch (1826–1907), US-amerikanische Second Lady
- Breckinridge, Robert Jefferson junior (1833–1915), US-amerikanischer Jurist sowie konföderierter Politiker und Offizier
- Breckinridge, Sophonisba (1866–1948), US-amerikanische Sozialwissenschaftlerin, Sozialreformerin
- Breckinridge, William Campbell Preston (1837–1904), US-amerikanischer Politiker
- Breckling, Friedrich (1629–1711), dänischer Pastor und Autor
- Brecklinghaus, Tobias (* 1983), deutscher Synchronsprecher
- Breckman, Andy (* 1955), US-amerikanischer Filmproduzent und Sänger
- Breckmann, Óli (* 1948), färöischer Politiker (Fólkaflokkurin), Mitglied des Folketing
- Brecknell Turner, Benjamin (1815–1894), englischer Fotograf
- Breckner, Ingrid (* 1954), deutsche Soziologin
- Brečko, Mišo (* 1984), slowenischer Fußballspieler
- Breckoff, Olrik (1929–2006), deutscher Kameramann, Regisseur, Autor, Dokumentarfilmer und Fernsehjournalist
- Břečková, Nikola (* 2001), tschechische Tennisspielerin
- Breckwoldt, Edith (1937–2013), deutsche Bildhauerin
- Breckwoldt, Marion (* 1957), deutsche SchauspielerinMarion Breckwoldt (* 1957)

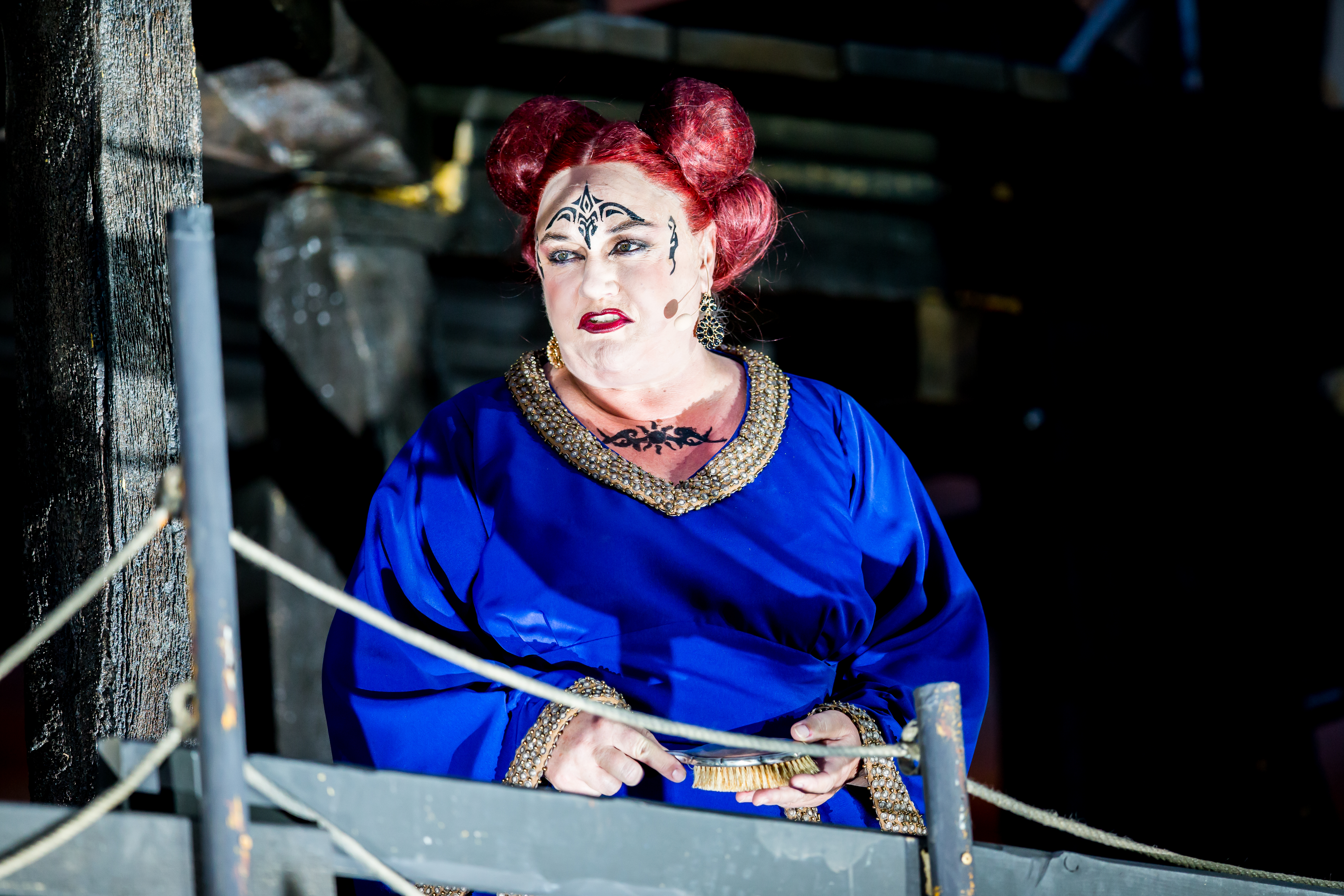
Marion Breckwoldt (* 1957)

### Brecl
- Brecl, Gašper (* 1999), slowenischer nordischer Kombinierer
- Brecl, Jerneja (* 2001), slowenische Skispringerin

### Breco
- Brecour, Wilhelm (1866–1940), deutscher Gewerkschafter und Politiker (SPD)
- Brécourt (1638–1685), französischer Schauspieler